# Tomosvaryella sentis
Tomosvaryella sentis är en tvåvingeart som beskrevs av Hardy 1968. Tomosvaryella sentis ingår i släktet Tomosvaryella och familjen ögonflugor. Inga underarter finns listade i Catalogue of Life.